# Ô tác Ả Rập

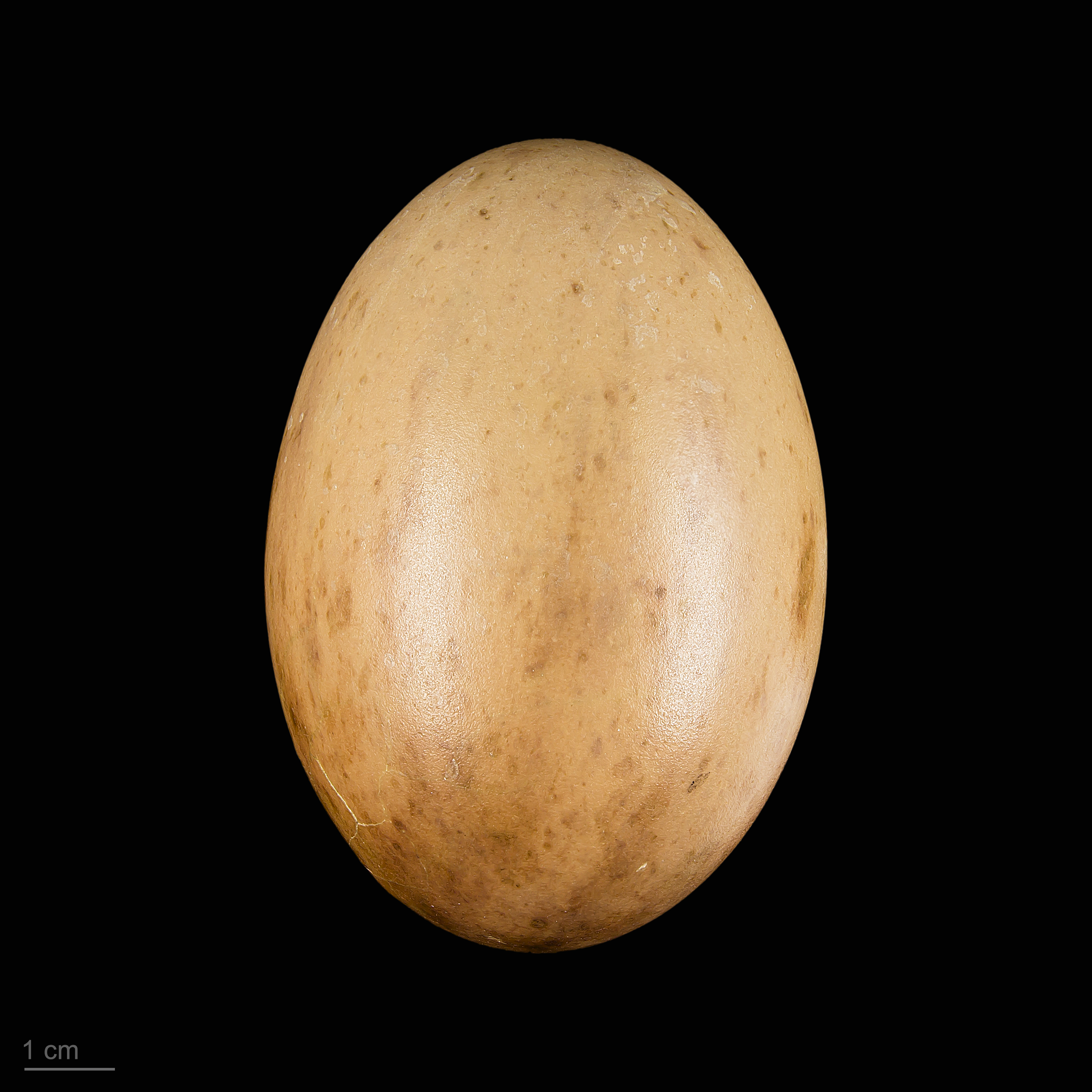
Ardeotis arabs

Ô tác Ả Rập (danh pháp khoa học: Ardeotis arabs) là một loài chim trong họ Ô tác. Nó thuộc chi gồm những loài có thân lớn nhất của họ (Ardeotis). Như các loài ô tác khác, con trống lớn hơn nhiều so với con mái. Con trống có trọng lượng từ 5,7-10,9 kg, còn con mái cân nặng 4,5-7,7 kg. Con trống nặng kỷ lục ghi nhận được có trọng lượng 16,8 kg. Loài này cao 70 cm (28 in) ở con mái và 92 cm (36 in) ở con trống. Chúng có bề ngoài khá giống ô tác Kori, với thân nâu, cổ xám và phía dưới trắng nhưng nhỏ hơn với dáng vẻ mảng hơn và tao nhã hơn. Loài này chủ yếu ăn arthropoda và ấu trùng.
Chúng được tìm thấy ở Algérie, Burkina Faso, Cameroon, Tchad, Bờ Biển Ngà, Djibouti, Eritrea, Ethiopia, Gambia, Ghana, Guiné-Bissau, Iraq, Kenya, Mali, Mauritanie, Maroc, Niger, Nigeria, Ả Rập Xê Út, Sénégal, Somalia, Sudan, và Yemen. Do phạm vi phân bố rộng rãi, nó không bị IUCN xem là loài bị tổn thương dù người ta tin rằng số lượng đang giảm sút. Năm 2012, loài này được đưa vào danh sách loài sắp bị đe dọa. Nguyên nhân chính của sự sụt giảm dường như là do áp lực bị săn nặng nề, suy thoái môi trường sống với sự hủy diệt và cũng đóng vai trò quan trọng.